# Adomavičius
Adomavičius ist ein litauischer männlicher Familienname, abgeleitet vom litauischen Vornamen Adomas.

## Personen
- Aurimas Adomavičius (* 1993), litauischer Ruderer
- Romas Adomavičius (* 1953), litauischer Politiker
- Šarūnas Adomavičius (* 1951), litauischer Politiker und Diplomat